# 田納西州州徽
田納西州州徽（英語：Seal of Tennessee）是美国田纳西州的官方徽章。

## 起源
早在1796年2月6日，田纳西州宪法就对田纳西州州徽的设计做出了规定，但是直到1801年9月25日该徽章才开始设计。徽章上印有小麦和棉花这两种作物，因为它们一直以来都是田纳西州主要的农作物，即使到了今天也不例外。

## 象征意义
州徽顶部有罗马数字“XVI”，代表田纳西州是第16个加入美国的州。
州徽的上半部分印有一个犁，一捆小麦和一株棉花，这些图案下面印有“农业”一词，棉花和小麦至今仍是该州重要的经济作物。
州徽的下半部分则是漂流在田纳西河中的平底江船，下面印有“商业”一词。这意味着自建州起始，该州的河运贸易一直都具有重要地位。